# Jindřich Wielgus

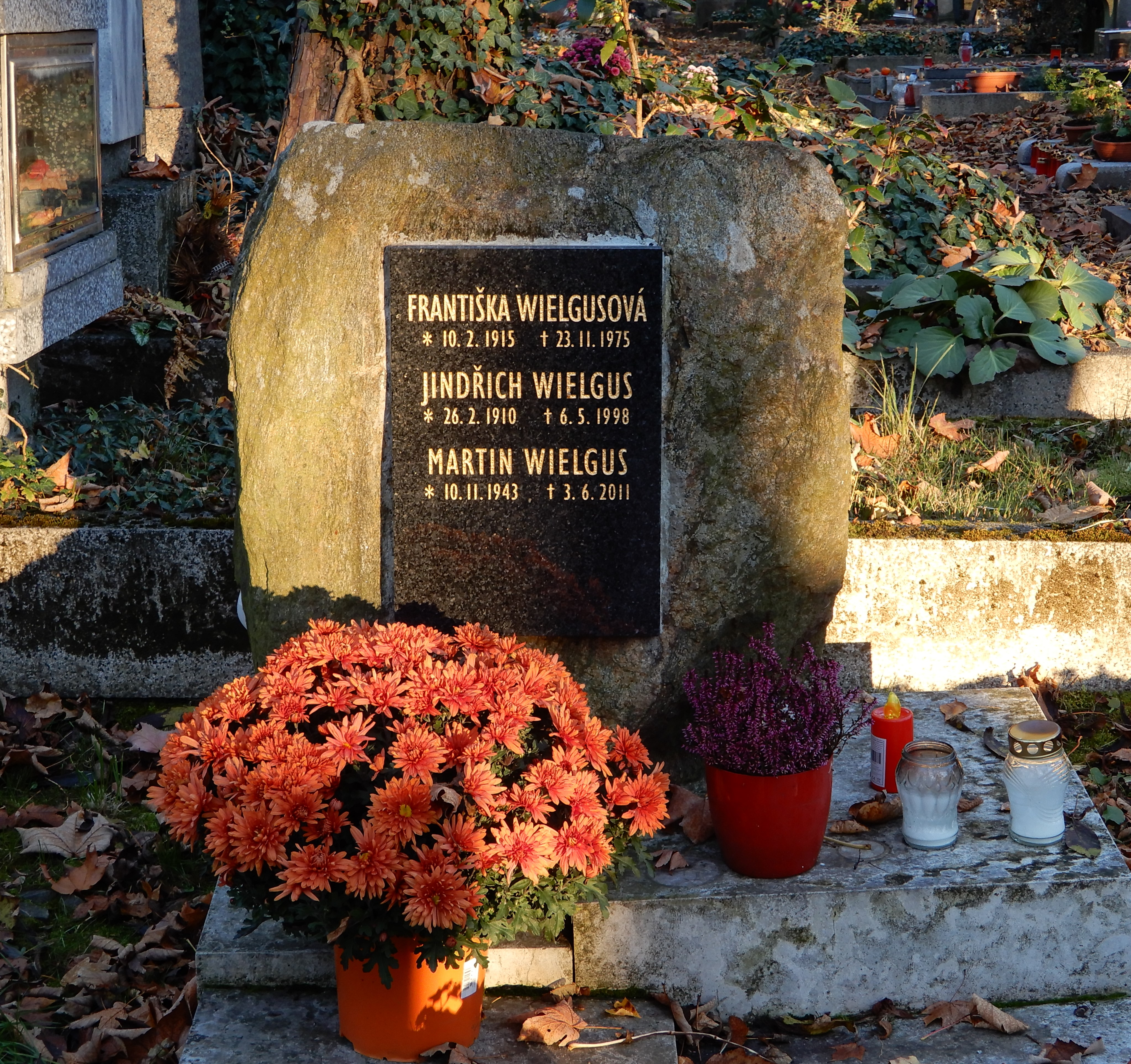
Hrob, Olšanské hřbitovy II

Jindřich Wielgus (26. února 1910 Karviná – 6. května 1998 Praha) byl český sochař, typograf a grafik.

## Život
V letech 1924–1928 se vyučil řezbářem, dva roky strávil studiem ve Škole uměleckých řemesel v Brně, dále v letech 1931–1934 pokračoval ve studiu sochařství na Uměleckoprůmyslové škole v ateliéru prof. Karla Dvořáka, v letech 1934–1938 pokračoval studiem na Akademii výtvarných umění v Praze u prof. Otakara Španiela, studia zakončil ve školním roce 1937–1938 pobytem na Accademia di belle arti v Římě. Žil v Praze.

## Tvorba
Byl silně levicově orientován, členem KSČ. V období 2. světové války čerpal z biblických témat. V další tvorbě se zaměřoval především na motivy z hornického života svého rodného Ostravska. Stylové zaměření socialistického realismu s robustní stylizací monumentálních soch, které tesal v kameni nebo odléval v bronzu, kombinoval s poučením z avantgardního umění (Jose Čapek, Otto Gutfreud). Monumentální díla realizoval v architektuře, v kameni nebo v keramice, například reliéfy v nemocnici v Jihlavě, na poliklinice ve Vsetíně nebo ve Fakultní nemocnici Ostrava. Stylové a tematické omezení překonal v 60.–70. letech, kdy se věnoval také sochám žen, dětí, knižním obálkám a ilustracím.
Spolupracoval také s Janem Kudláčkem.

## Dílo
- válečné období: socha sv. Anežky (1940) pro kostel sv. Jakuba v Praze; Pláč tří Marií, Pieta, Křížová cesta;
- dělnická a budovatelská tematika: sochy Vítězný havíř, Návrat domů, Maryčka Magdonova, Havíř (v Kladně), Portrét havíře J. K., Pomník padlým sovětským vojákům a partyzánům v Příbrami;
- Pomník horníkům (1952) je připomínkou dulního neštěstí na dole Doubrava v okrese Karviná.
- ženská tematika: Dívka s růží, Lázně Jeseník (1958); Matka s dítětem; Tři grácie, Podvečer / Milenci (1963)[3], Múzy, Hudba;
- tematika dvojic: Podvečer / Milenci v Ostravě-Porubě
- další realizace v architektuře: reliéf Dary země v hotelu Jalta v Praze (1958); netradiční dílo autora Stéla, které je součástí sbírky Univerzitního muzea VŠB – Technické univerzity Ostrava (1968);
- knižní ilustrace a typografie.

## Ocenění
V roce 1976 byl oceněn titulem zasloužilý umělec a v roce 1989 národní umělec.

## Rodina
Měl chalupu v Medonosech. Jeho syn Martin Wielgus (1943–2011) absolvoval studium malířství v ateliéru Aloise Fišárka na AVU a byl malířem a grafikem. Oba jsou pohřbeni na Olšanských hřbitovech v Praze.

## Galerie

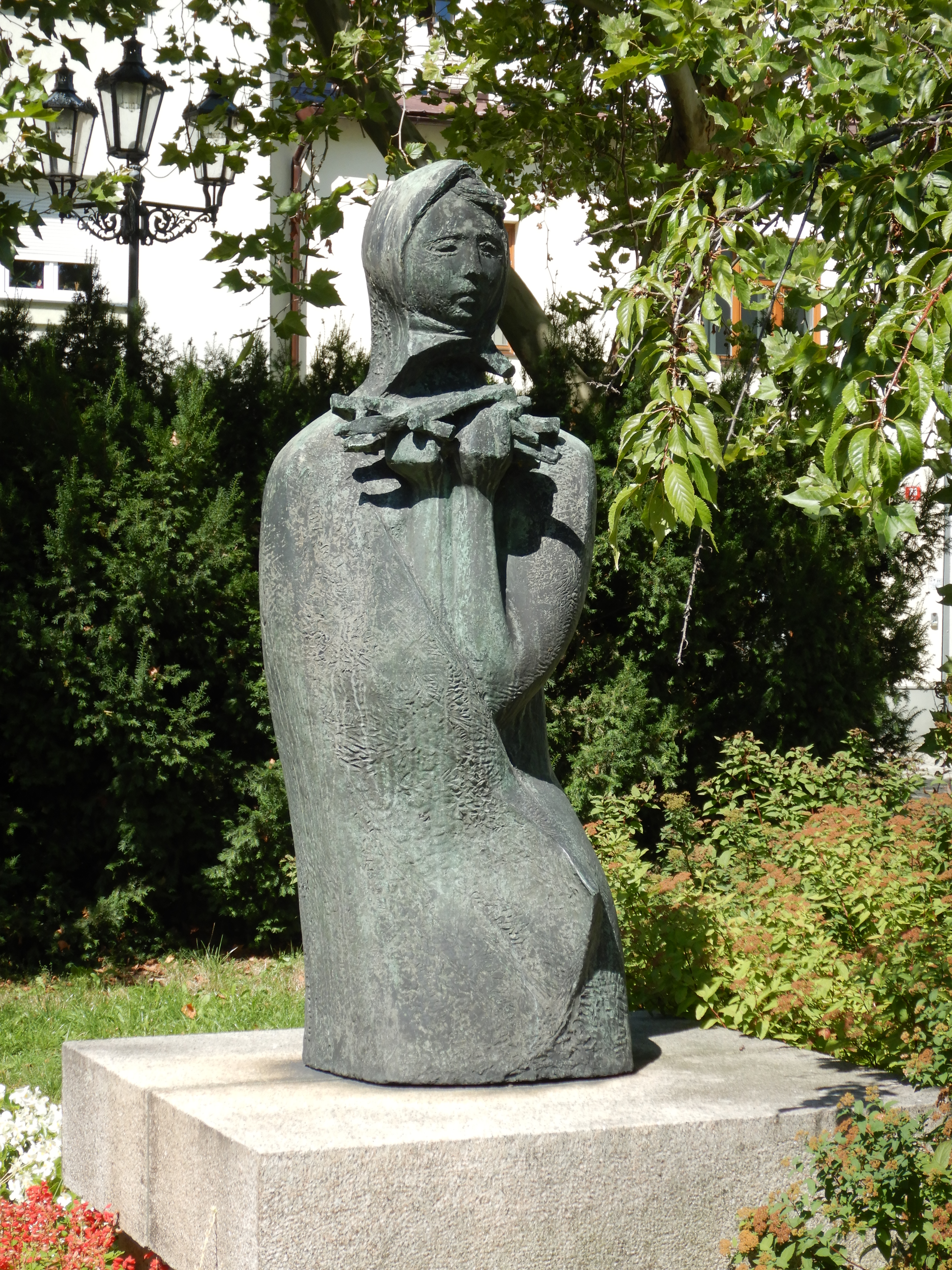
Maryčka Magdonova (1970) ve Frýdku
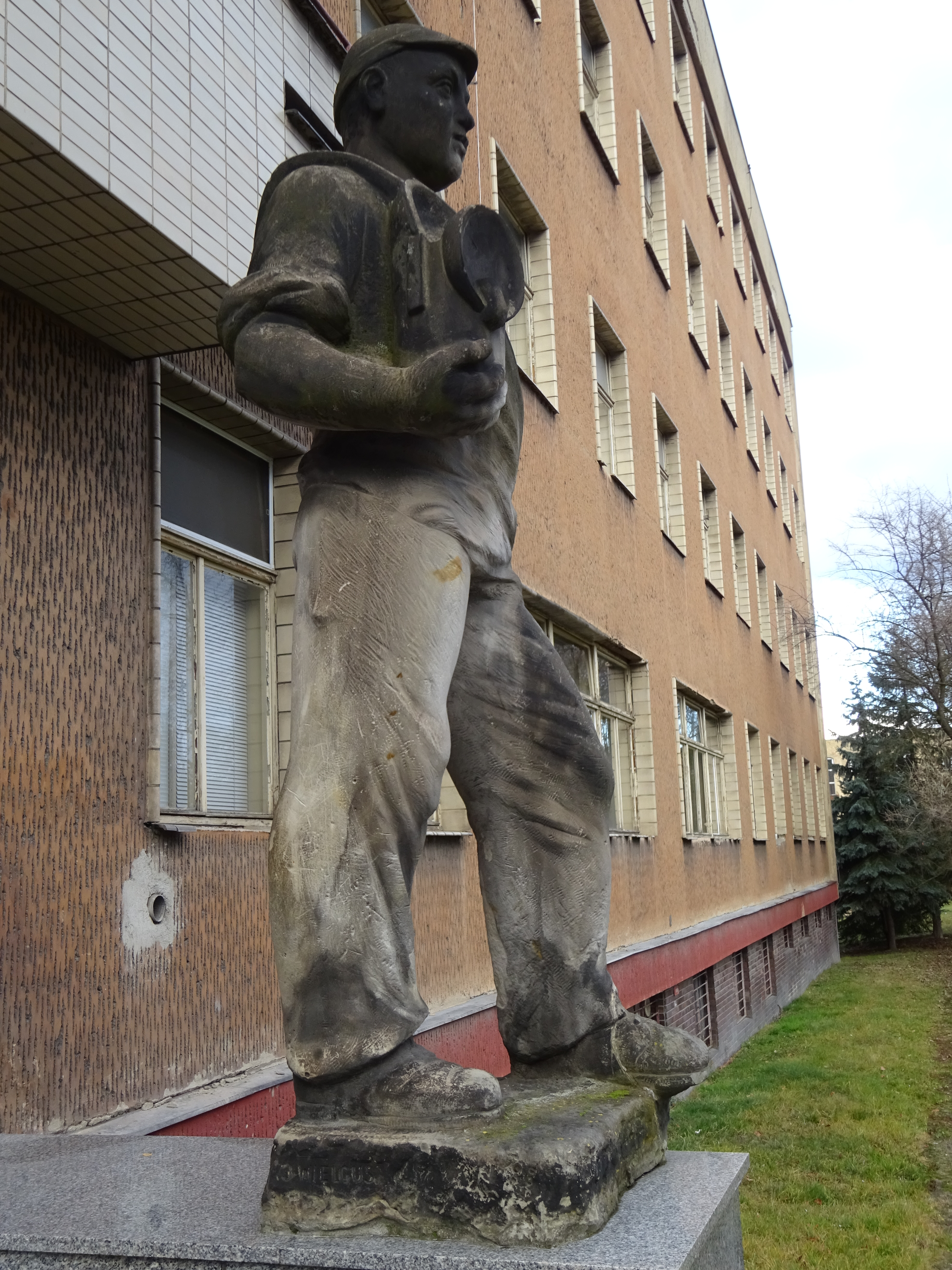
Horník u GDM v Kladně
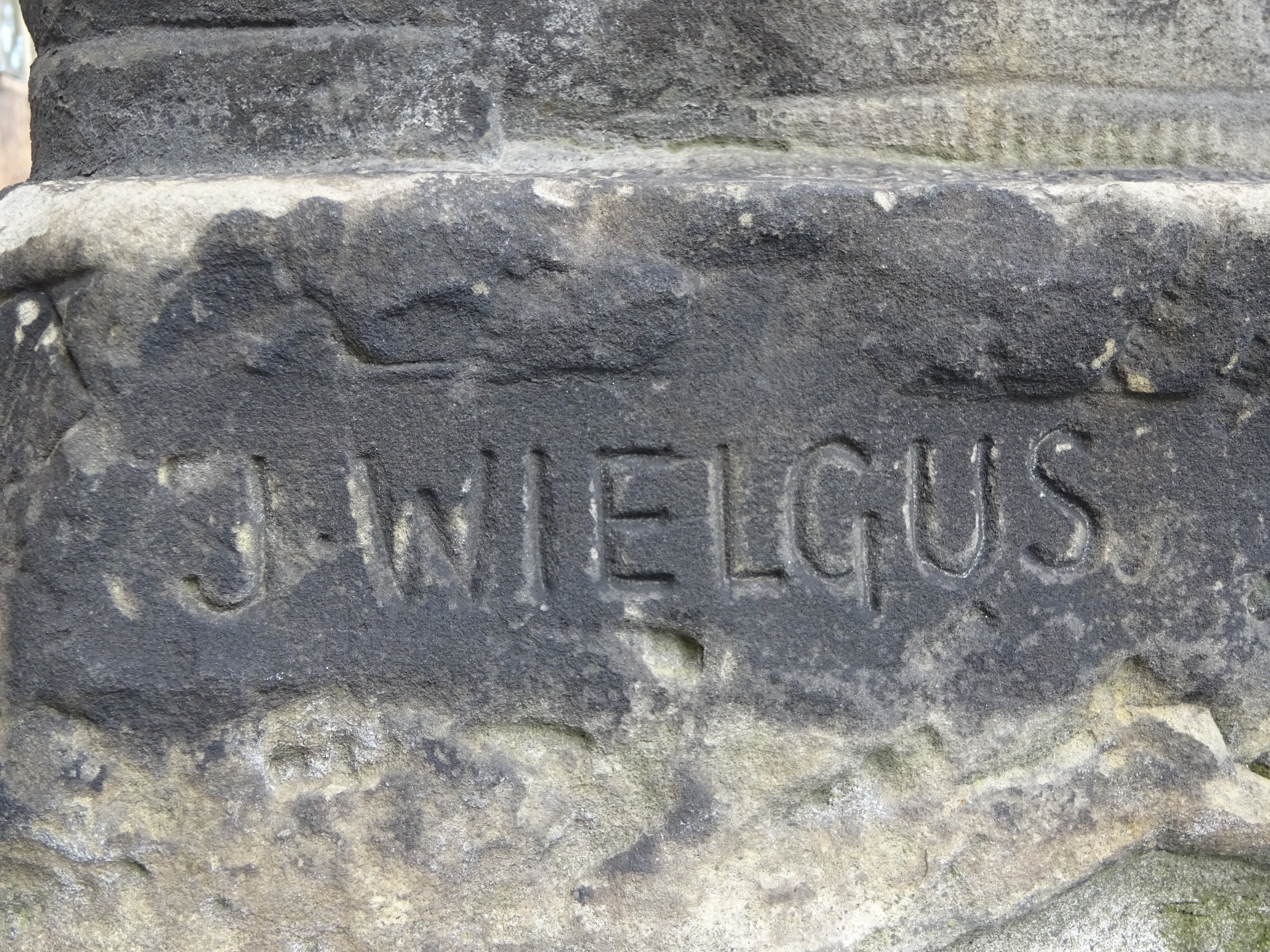
Horník u GDM v Kladně
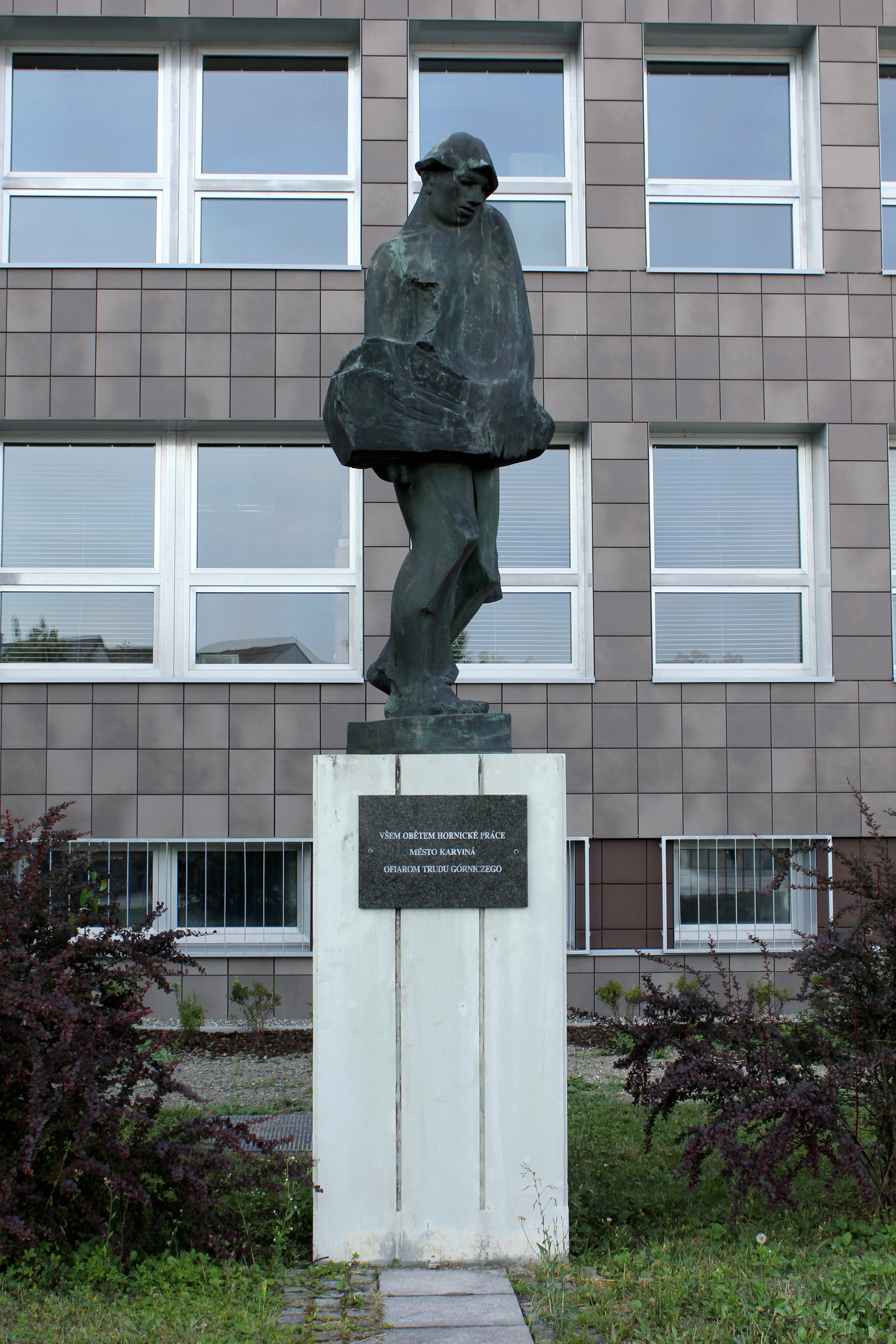
Památník obětem hornické práce v Karviné-Fryštátě
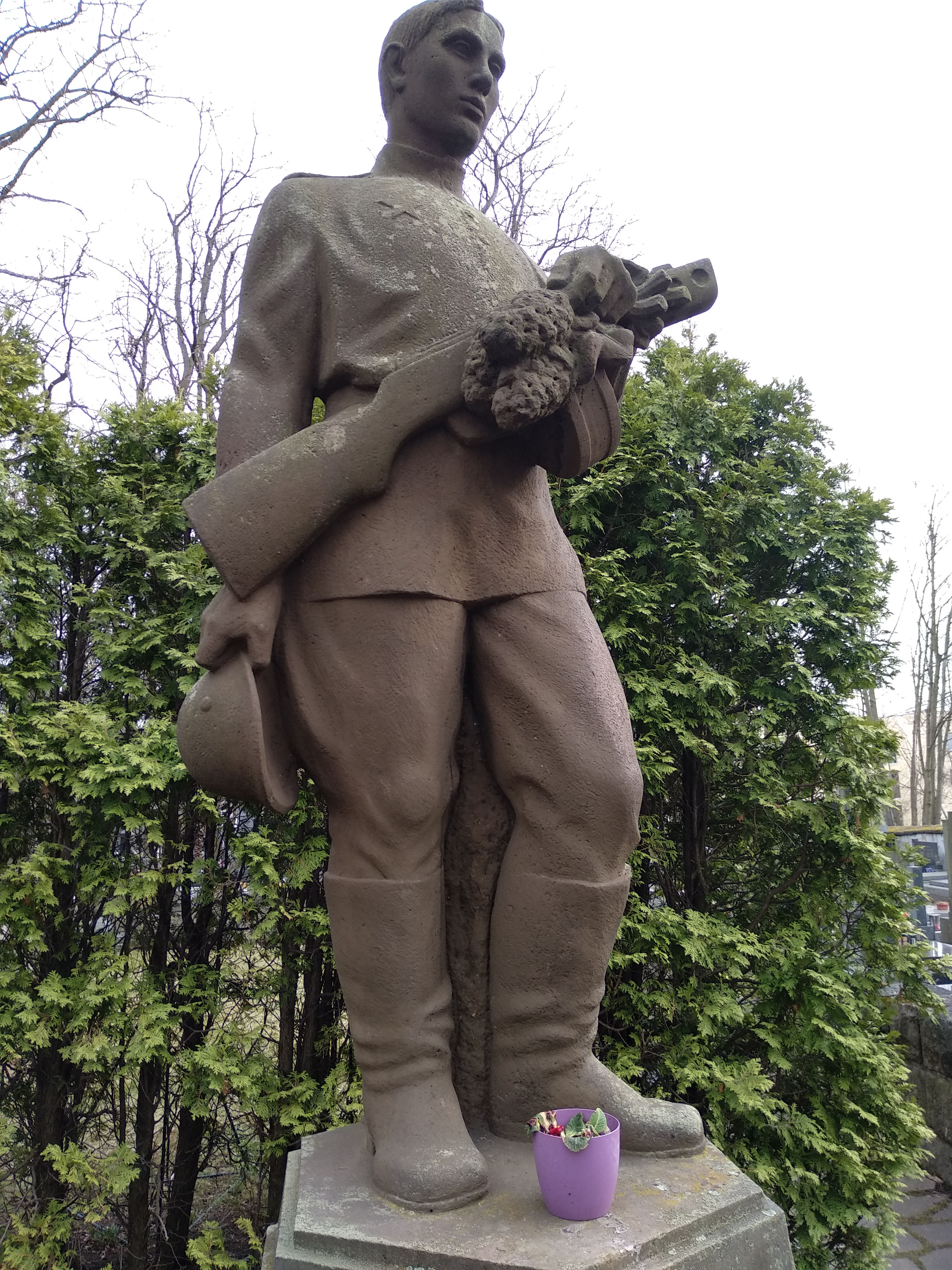
Voják na pomníku v Příbrami
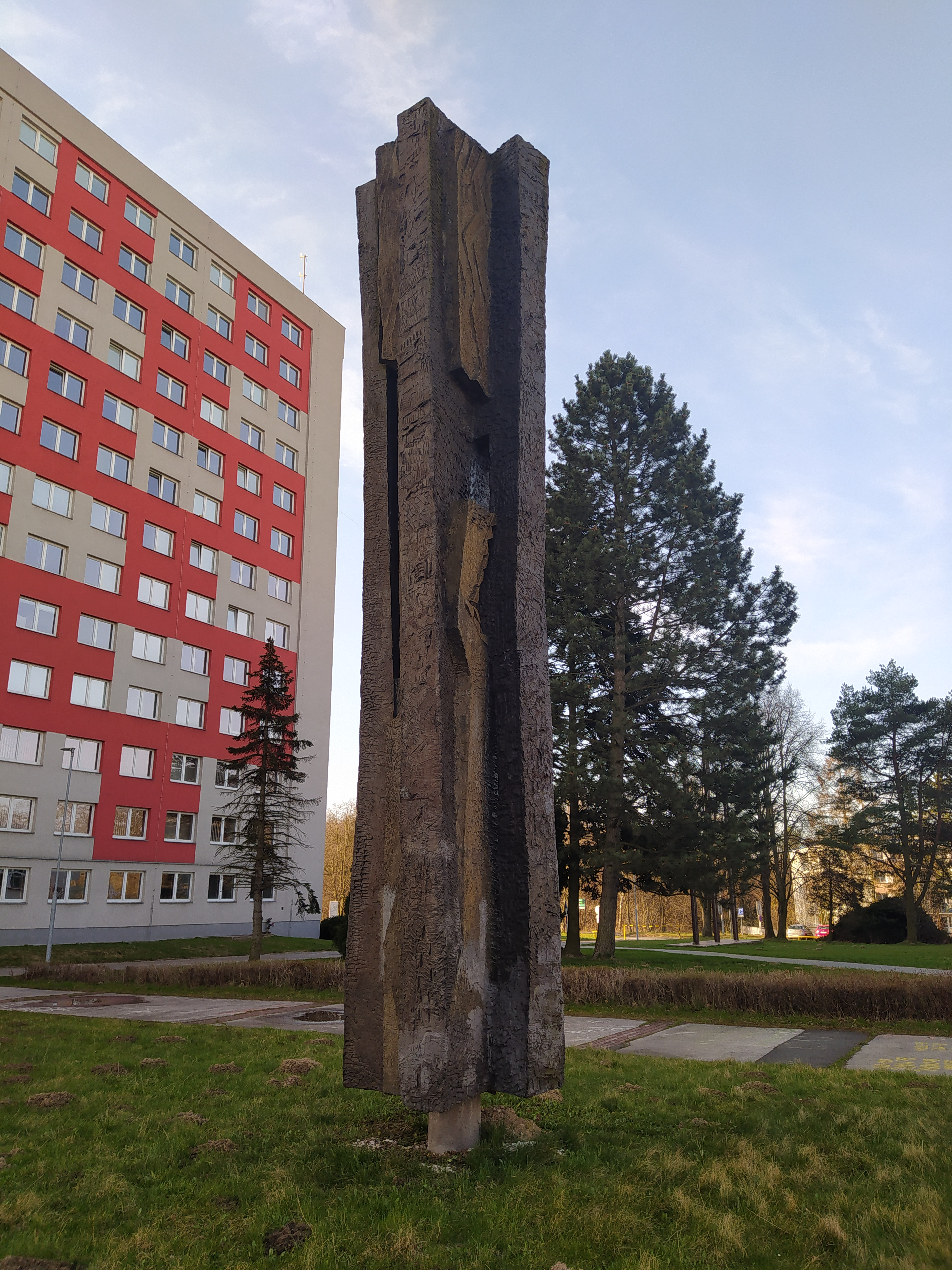
Stéla v Ostravě
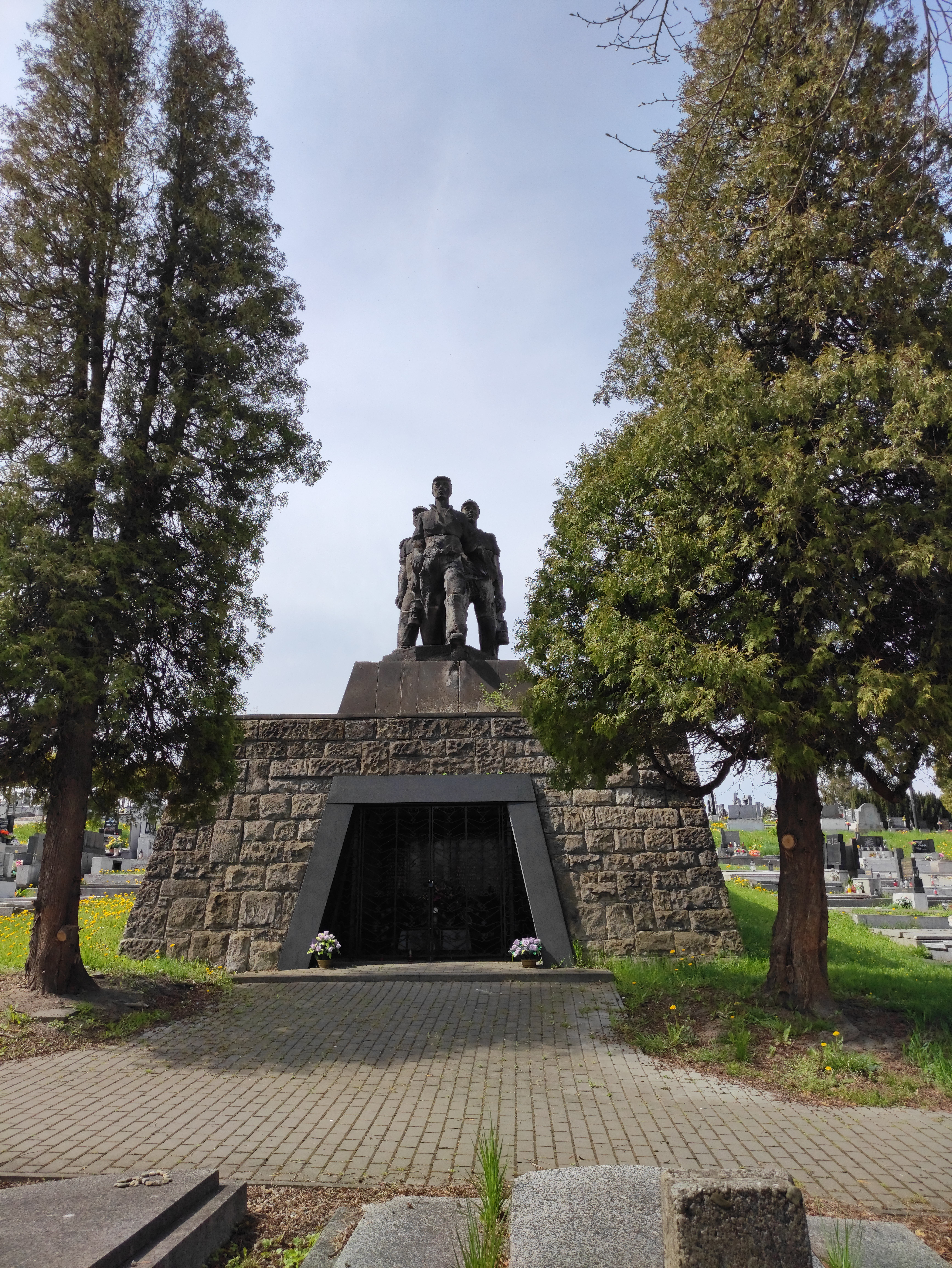
Pomník horníkům (1952) v Doubravě